# Aiguanaf
L'aiguanaf és aigua aromàtica destil·lada obtinguda a partir de flors de taronger fresques i d'altres cítrics, que s'empra com a antiespasmòdic, en perfumeria i per a donar gust a coques (com la coca de Sant Joan o el tortell de reis, per exemple), postres (com els bunyols de vent de la quaresma) i altres preparacions gastronòmiques, especialment dolces. És un dels destil·lats a partir d'herbes aromàtiques més antics de Catalunya. S'usa a la cuina catalana i a la cuina del Magrib, entre d'altres.

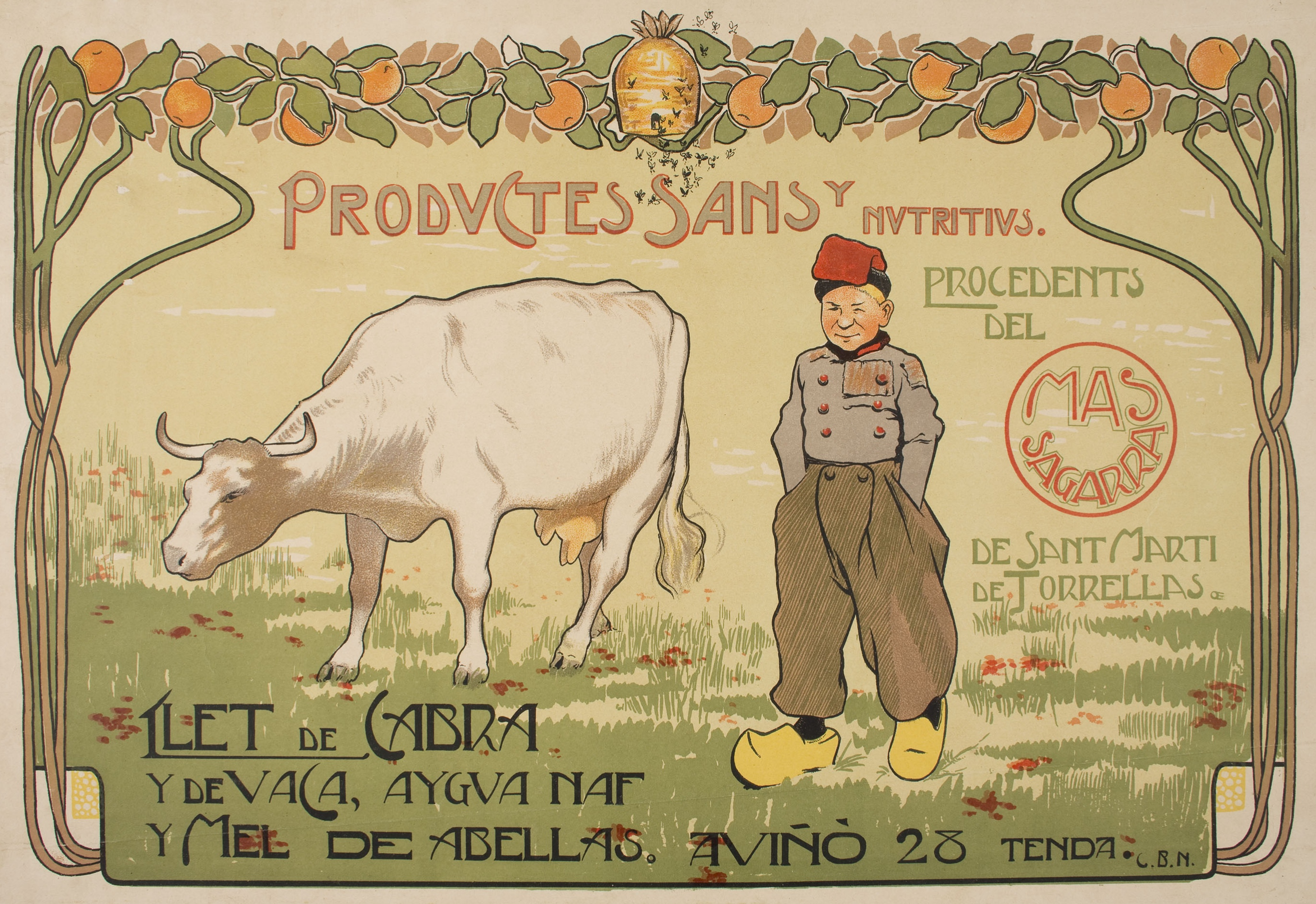
Anunci de l'any 1902 on es publicitava l'aiguanaf, juntament amb altres productes sans.

L'aiguanaf compost és una barreja d'aiguanaf amb vi ranci.